# Aeroportul Gurney
Aeroportul Gurney (IATA: GUR, ICAO: AYGN) este un aeroport din Milne Bay Province⁠(d), Papua Noua Guinee ce deservește zona Alotau⁠(d).
Situat la o altitudine de 27 m, aeroportul dispune de 1 pistă.

## Infrastructură

### Piste
Aeroportul dispune de o singură pistă. Pista 09/27 are suprafața de asfalt și dimensiunile 1.690 m × 30 m. 